# Santo Tomás de Pata (distrito)
Santo Tomás de Pata é um distrito do Peru, departamento de Huancavelica, localizada na província de Angaraes.

## Transporte
O distrito de Santo Tomás de Pata não é servido pelo sistema de estradas terrestres do Peru.